# Journal of Classical Analysis
Journal of Classical Analysis (JCA, J. Classical Anal.), međunarodni je matematički časopis sa sjedištem u Zagrebu. U njemu se obrađuje teme: konačnih razlika i funkcijskih jednadžbi, redova i nizova i razvoja, integralnih transformacija, statistike, mjera i integriranja, aproksimacija, Fourierove analize, vjerojatnosti, operativni račun, funkcije realne i kompleksne varijable, posebne funkcije, sumabilnosti, Glavni urednici su Neven Elezović i Tibor K. Pogány. U uredništvu lista su znanstvenici iz više zemalja širom svijeta (Hrvatska, Iran, Rumunjska, Turska, SAD, UK, Španjolska, Mađarska, Indija, Rusija, Cipar, Ukrajina, Srbija, Njemačka, Australija, Kina, Kanada, Makedonija, Finska). Prvi je broj izašao 2012. godine. FDC izlazi četiri puta godišnje, u siječnju, travnju, srpnju i listopadu.
Članci iz JCA indeksirani su u Mathematical Reviews (MathSciNet) i u Google Scholaru.

## Vanjske poveznice
- Službene stranice
- Portal ISSN